# A.C. Milan w sezonie 1952/1953

Klubowe barwy Milanu

Osiągnięcia i skład piłkarskiego zespołu A.C. Milan w sezonie 1952/53.

## Osiągnięcia
- Serie A: 3. miejsce

## Podstawowe dane
- Oficjalna nazwa klubu: Associazione Calcio Milan
- Siedziba klubu: Corso Venezia 36
- Boisko: San Siro
- Prezes klubu:  Umberto Trabattoni
- Trener zespołu:  Mario Sperone[1];  Gunnar Gren[2]
- Kapitan drużyny:  Carlo Annovazzi

## Skład zespołu
Bramkarze:
| Włochy | Lorenzo Buffon |
| Włochy | Antonio Seveso |

Obrońcy:
| Włochy | Alfio Fontana     |
| Włochy | Franco Pedroni    |
| Włochy | Arturo Silvestri  |
| Włochy | Germano Travagini |
| Włochy | Francesco Zagatti |

Pomocnicy:
| Włochy  | Carlo Annovazzi      |
| Włochy  | Eros Beraldo         |
| Włochy  | Celestino Celio      |
| Szwecja | Nils Liedholm        |
| Włochy  | Giancarlo Pistorello |
| Włochy  | Giuseppe Radaelli    |
| Włochy  | Omero Tognon         |

Napastnicy:
| Włochy  | Renzo Burini    |
| Włochy  | Amleto Frignani |
| Włochy  | Gunnar Gren     |
| Włochy  | Angelo Longoni  |
| Szwecja | Gunnar Nordahl  |